# Моура, Ана (спортсменка)
Ана Луиза Флор Моура (порт. Ana Luisa Flôr Moura; род. 21 января 1986 в г. Фуншал, Мадейра, Португалия) — португальская бадминтонистка.
Участница Олимпийских игр 2008 в одиночном разряде. В первом раунде уступила Жанин Чиконьини из Швейцарии — 0:2 (9-21 13-21). Участница чемпионата мира 2007 года.
Победительница Kenya International в одиночном разряде (2008). Победительница Algeria International в одиночном разряде (2007).

## Ссылка
- Профиль Архивная копия от 2 ноября 2012 на Wayback Machine на Sports-Reference.com Архивная копия от 28 января 2018 на Wayback Machine  (англ.)